# Madeleine Allakariallak
Madeleine Allakariallak (1965, Resolute, Nunavut) es una inuit música y periodista televisiva canadiense. Anteriormente fue miembro del duo Inuit de canto de garganta Tudjaat, de 2005 a 2007; y, también anfitriona del magazine semanal de novedades serie APTN Contacto Noticioso Nacional en la Red Televisiva Pueblos Originarios.
Su primo hermano Phoebe Atagotaaluk, partícipe de la banda de Allakariallak, en Tudjaat.  Su marido, Romeyn Stevenson, es miembro actual de Iqaluit Consejo Municipal.